# Maciej Popko
Maciej Norbert Popko (ur. 3 grudnia 1936 w Częstochowie, zm. 22 listopada 2014 w Warszawie) – polski orientalista, hetytolog, doktor habilitowany, profesor zwyczajny w Wydziale Orientalistycznym Uniwersytetu Warszawskiego. Taternik, alpinista, grotołaz, ratownik w Grupie Tatrzańskiej GOPR, organizator i kierownik polskich wypraw eksploracyjnych w góry Azji.

## Życiorys
Maturę zdał w II Liceum Ogólnokształcącym im. Romualda Traugutta w Częstochowie. Odbył studia włókiennicze w Łodzi, a w latach 1958–1963 studiował filologię w Warszawie, gdzie zatrudnił się na Uniwersytecie Warszawskim. Naukowo zajmował się przede wszystkim starożytną Anatolią. Doktoryzował się w 1968, profesorem nadzwyczajnym został 30 października 1987, a zwyczajnym w 1992. Pracował na Wydziale Orientalistycznym. Był jednym z najważniejszych światowych autorytetów w zakresie historii i języka Hetytów. Był członkiem Komitetu Nauk Orientalistycznych PAN, któremu przewodniczył w latach 1990–1992. Został pochowany w Warszawie, na Cmentarzu Północnym (Wólka Węglowa).

## Działalność wspinaczkowa
Działał w Klubie Wysokogórskim, Stołecznym Klubie Tatrzańskim, Speleoklubie Warszawskim oraz Uniwersyteckim Klubie Alpinistycznym w Warszawie. Wspinał się latem i zimą w Tatrach (od 1953), Dolomitach (1 polskie przejścia drogi Soldy na Marmoladzie i drogi Comiciego na Cima Grande di Lavaredo) i Alpach Francuskich (1 polskie przejście pn. ścianą Aiguille de Triolet, 1965). Kierował pionierskimi wyprawami w góry Cilo w Turcji (1967, 1968) oraz wyprawą w góry Wachanu w Afganistanie, na pograniczu Pamiru i Hindukuszu. W tej ostatniej uczestniczył m.in. w zdobyciu dziewiczych szczytów w otoczeniu doliny Purwakszan: szczyt bez nazwy (6110 m n.p.m.), Kohe Purwakszan (6080 m n.p.m.) i szczyt bez nazwy (5950 m n.p.m., samotnie). Opublikował szereg artykułów o górach i wyprawach górskich i speleologicznych, m.in. w czasopismach „Poznaj Świat”, „Taternik” i „Wierchy”. Był redaktorem i współautorem jednego z najlepszych polskich podręczników wspinaczki pt. „Alpinizm” (wyd. 1971 i 1974).

## Dzieła
- Turcja (Wiedza Powszechna, Warszawa 1971, 1984, 1987),
- Góry pod półksiężycem, (Iskry, Warszawa 1974),
- Mitologia hetyckiej Anatolii (Wydawnictwa Artystyczne i Filmowe, Warszawa 1976, 1980, 1987),
- Religie starożytnej Anatolii (Iskry, Warszawa 1980),
- Magia i wróżbiarstwo u Hetytów (PIW 1982),
- Wierzenia ludów starożytnej Azji Mniejszej (Młodzieżowa Agencja Wydawnicza, Warszawa 1989),
- Huryci (PIW, Warszawa 1992, 2005),
- Zippalanda, ein Kultzentrum im hethitischen Kleinasien (Universitätsverlag C. Winter, Heidelberg 1994),
- Religions of Asia Minor (DIALOG, Warszawa 1995),
- Ludy i języki starożytnej Anatolii (DIALOG, Warszawa 1999, ISBN 83-88238-01-9).
- Völker und Sprachen Altanatoliens (Harrassowitz Verlag, Wiesbaden 2008, ISBN 978-3-447-05708-0).
- Arinna, eine heilige Stadt der Hethiter (Harrassowitz Verlag, Wiesbaden 2009, ISBN 978-3-447-05867-4).

## Osiągnięcia wspinaczkowe
Zestawienie najważniejszych przejść:
| Data                | Szczyt                                           | Droga                                    | Osiągnięcie                               | Towarzysze                            |
| ------------------- | ------------------------------------------------ | ---------------------------------------- | ----------------------------------------- | ------------------------------------- |
| 1 kwietnia 1957     | Mięguszowiecki Szczyt                            | N-E filar                                | IV przejście zimowe, I jednodniowe zimowe | H. Furmanek                           |
| 24 sierpnia 1957    | Mięguszowiecki Szczyt Czarny                     | N-E grzęda z dolnym urwiskiem            | I przejście                               | Krystyna Sałyga-Dąbkowska             |
| 15 lipca 1958       | Kazalnica Mięguszowiecka                         | przez Sanktuarium                        | I przejście                               | Jan Długosz                           |
| 14 marca 1960       | Mały Młynarz                                     | N ściana, droga Korosadowicza            | I przejście zimowe                        | Jan Mostowski                         |
| 20 kwietnia 1960    | Hruby Wierch                                     | N ściana i Grań Hrubego do końca         | I przejście zimowe                        | Stanisław Biel                        |
| 12 lipca 1960       | Pośrednia Bednarzowa Turnia                      | N filarem                                | I przejście                               | L. Saduś                              |
| 30 stycznia 1961    | Żabi Szczyt Wyżni                                | N-E filarem                              | I przejście zimowe                        | A. Drescher, C. Mielczarek            |
| 6 kwietnia 1961     | Kazalnica Mięguszowiecka                         | "lewa", drogą Długosza                   | II przejście zimowe, I jednodniowe zimowe | Z. Jurkowski                          |
| 22 kwietnia 1961    | Ciężki Szczyt                                    | N-E ścianą, drogą Stanisławskiego        | I przejście zimowe                        | Bronisław Kunicki                     |
| 10 lutego 1962      | Mięguszowiecka Przełęcz pod Chłopkiem            | wprost od N                              | II przejście zimowe                       | G. Małaczyński                        |
| 14 kwietnia 1962    | Żabi Szczyt Wyżni                                | lewą częścią N ściany, drogą Orłowskiego | I przejście zimowe                        | A. Heinrich, L. Saduś, R. şki         |
| 26 kwietnia 1962    | Skrajna Bednarzowa Ławka                         | N żleb                                   | I przejście zimowe                        | G. Małaczyński, L. Saduś, R. Zawadzki |
| 26 lipca 1962       | Mniszek                                          | E ściana, direttissima                   | I przejście                               | Józef Nyka                            |
| 29-30 sierpnia 1962 | Marmolada                                        | S ściana, via Solda                      | pierwsze polskie VI+ w Dolomitach         | R. Zawadzki                           |
| 3-4 kwietnia 1963   | Mięguszowiecki Szczyt                            | E ściana, droga Kurczaba                 | I przejście zimowe                        | Z. Jurkowski, Janusz Kurczab          |
| kwiecień 1963       | Rysy                                             | lewą depresją wschodniej ściany          | I przejście zimowe                        | Jacek Hanasiewicz, A. Mróz            |
| 23 lipca 1963       | Orla Ściana                                      |                                          | I przejscie                               | K. Paliwoda                           |
| 2 sierpnia 1963     | Kazalnica Mięguszowiecka                         | filarem                                  | I przejście jednodniowe                   | M. Pogorzelski                        |
| 18 lipca 1967       | Ararat                                           |                                          | II wejście polskie                        | A. Kuś, A. Mróz, J. Tuszyński         |
| 15 lipca 1968       | Genişkaya (Turcja)                               | N-E filar                                | I przejście                               | J. Tuszyński                          |
| 24 lipca 1968       | Keskin Tepe (Turcja)                             | E żebro                                  | I przejście                               | K. Wieteska                           |
| 29 grudnia 1969     | Mięguszowiecki Szczyt Czarny                     | N-E grzędą z dolnym urwiskiem            | I przejście zimowe                        | K. Wieteska                           |
| 10 kwietnia 1971    | Mięguszowiecki Szczyt Czarny                     | środkową częścią N ściany                | I przejście                               | R. Wrona                              |
| 27 sierpnia 1973    | Świstowy Szczyt                                  | prawym żebrem W ściany                   | I przejście                               | Tomasz Łubieński                      |
| 12 kwietnia 1974    | Mały Kościół                                     | lewym filarem N-E ściany                 | I przejście                               | M. Mikołajczyk                        |
| 14 kwietnia 1974    | Strzelecka Turnia                                | N filarem S ściany                       | I przejście zimowe (?)                    | M. Mikołajczyk                        |
| 16 sierpnia 1974    | Turnia ponad Kościół                             | środkowym żebrem E ściany                | I przejście (wg Stanislava Samuhela)      | M. Mikołajczyk                        |
| 3 września 1974     | Wielki Kościół                                   | N-E filarem, Granią Dziadków             | I przejście (?)                           | M. Mikołajczyk                        |
| 22 lipca 1975       | Koh-e Wedel (Afganistan, góry Koh-e Wachan)      |                                          | I wejście                                 | M. Mikołajczak                        |
| 26 lipca 1975       | Koh-e Purwakszan (Afganistan, góry Koh-e Wachan) |                                          | I wejście                                 | M. Mikołajczyk                        |